# Acid1
Pour les articles homonymes, voir Acid.

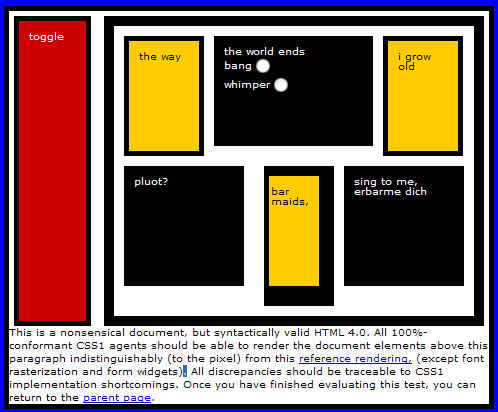
Acid1

Le test Acid1, publié en 1998, vise à tester la conformité de la mise en œuvre de certaines fonctionnalités du niveau 1 des feuilles de style en cascade (CSS). Créé par Tod Fahrner, il a été par la suite intégré dans les « Test suite for Cascading Style Sheets (CSS) Level 1 » du W3C en 1999. Le test Acid2 lui a succédé.

## Origine et suites
Le nom Acid test provient du test à l'acide. Le principe du test a évolué avec l'évolution des standards du web, voir les tests Acid2 et Acid3. La version Acid4 est en préparation. Après la parution des suites, l'acid test a pris le nom Acid1 pour homogénéiser les versions.

## Easter eggs IE5
En tapant « about: tasman » dans Internet Explorer 5.0 version Mac OS, on pouvait accéder à ce test. Les textes de bases composant le test étaient remplacés par les noms des développeurs.